# Dienstwoning Klein Drakenstein (Hoge Vuurseweg)
Het Dienstwoning Klein Drakenstein is een rijksmonument aan de Hoge Vuurseweg 3 bij Lage Vuursche in de provincie Utrecht.
Het voormalige tolhuisje staat in het meest noordelijke deel van de buitenplaats Klein Drakenstein. Het staat met de nok parallel aan de Hoge Vuurseweg. De rood bakstenen dienstwoning uit de 19e eeuw heeft speklagen. Het schilddak met overstek is gedekt met blauwe pannen. De hoofdingang met portiek bevindt zich in het middengedeelte, dat als dakhuis is doorgetrokken. De meerruits schuifvensters met luiken hebben een dubbel rood-wit zandlopermotief. De eindgevels en de hoge middenpartij hebben op de kapverdieping een meerruits draaivenster.
Aan de achterkant van het pand is een aanbouw met lessenaarsdak aangebouwd.

## Zie ook

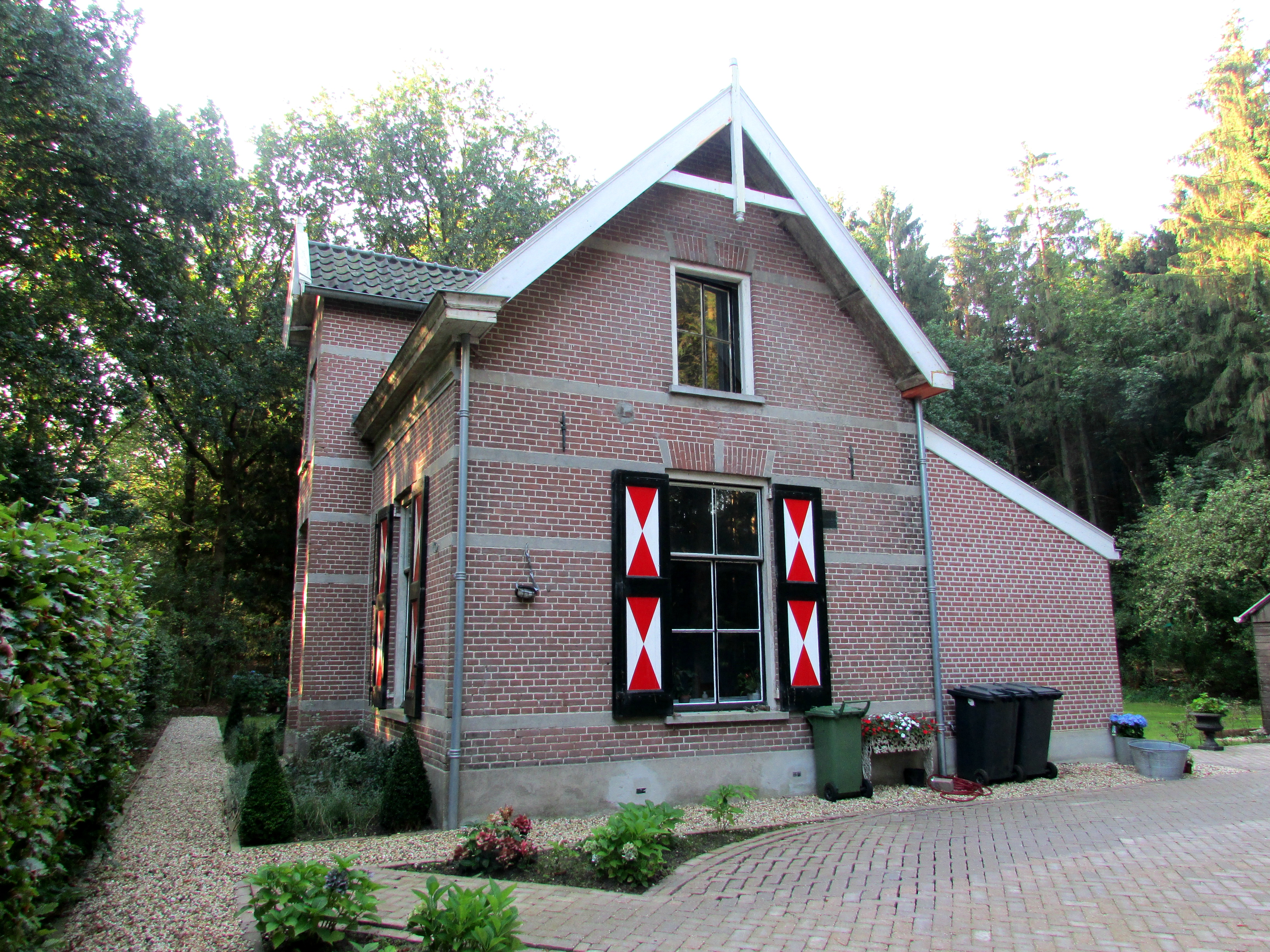
Het huisje in 2016